# Puddle of Mudd
Puddle of Mudd – amerykański zespół muzyczny grający muzykę rockową, pochodzący z Kansas City w stanie Missouri, w którego twórczości widoczne są duże wpływy stylu post grunge. Zespół jest zaliczany do jednego z ważniejszych przedstawicieli tego gatunku, wraz z takimi wykonawcami, jak Creed, 3 Doors Down, Nickelback, Papa Roach czy Daughtry. Zespół został założony w 1992 przez wokalistę oraz gitarzystę Wesleya Scantlina, gitarzystę Jimmy’ego Allena, perkusistę Kenny’ego Burketta, oraz basistę Seana Sammona. W twórczości zespołu widoczne są wpływy takich grup jak Nirvana czy Alice in Chains. Puddle of Mudd znani są z takich hitów jak „Control”, „Blurry” czy „She Hates Me”.

## Historia
Pierwotnie zespół został założony w pierwszej połowie lat 90. w Kansas City. Po rozpadzie grupy powstała jej nowa wersja, założona w Los Angeles przez Wesa Scantlina, który jest aktualnie wokalistą Puddle of Mudd.
Nazwa zespołu oznacza w tłumaczeniu na polski "kałużę błota" i nawiązuje do miejsca, w którym członkowie grupy robili sobie próby. Miało to miejsce nad rzeką Missouri, która po jednej z powodzi zostawiła na ich ulubionym miejscu właśnie kałużę błota.
Zespół został dostrzeżony podczas jednego ze swoich występów przez Freda Dursta (lidera Limp Bizkit) i podpisał kontrakt z jego wytwórnią, Flawless Records.
Ich drugi album studyjny, Come Clean, sprzedał się w 5 milionach egzemplarzy. Jego następcę, Life on Display, nabyło tylko 600 000 słuchaczy, co spowodowane było przez brak reklamy oraz brak pomocy ze strony wytwórni, Geffen Records.
W 2005 r. grupę opuściło jej 2 członków: Paul Phillips i Greg Upchurch. Upchurch jest obecnie perkusistą zespołu 3 Doors Down.

## Członkowie zespołu
- Wes Scantlin – wokal/gitara (od 1993)
- Douglas Ardito – gitara basowa/tylny wokal (od 1998)
- Christian Stone – gitara prowadząca (od 2006)
- Ryan Yerdon – perkusja (od 2007)

## Byli członkowie
- Paul Phillips – gitara prowadząca (1998–2005)
- Greg Upchurch – perkusja (2000–2005)
- Jimmy Allen – gitara prowadząca (1993–1998, 2005–2006)
- Mark "Moke" Bistany – perkusja (2005–2007)
- Kenny Burkett – perkusja (1993–1998)
- Sean Sammon – bas (1993–1998)

## Dyskografia

### Albumy studyjne
- Abrasive(inne języki) (1997)
- Come Clean(inne języki) (2001)
- Life on Display (2003)
- Famous (2007)
- Volume 4: Songs in the Key of Love & Hate(inne języki) (2009)
- Welcome to Galvania(inne języki) (2019)

### Kompilacje
- Best of Puddle of Mudd (2010)

### Albumy z coverami
- re:(disc)overed (2011)

### EP
- Stuck (1994)

### Single
| Rok  | Tytuł                            | Pozycja na liście | Pozycja na liście | Pozycja na liście | Pozycja na liście | Pozycja na liście | Album           |
| Rok  | Tytuł                            | U.S. Hot 100      | U.S. Modern Rock  | U.S. Main Rock    | UK                | WW                | Album           |
| ---- | -------------------------------- | ----------------- | ----------------- | ----------------- | ----------------- | ----------------- | --------------- |
| 2001 | "Control"                        | 68                | 3                 | 3                 | 15                | -                 | Come Clean      |
| 2002 | "Blurry"                         | 5                 | 1                 | 1                 | 8                 | 33                | Come Clean      |
| 2002 | "Drift & Die"                    | 61                | 3                 | 1                 | -                 | -                 | Come Clean      |
| 2002 | "She Hates Me"                   | 13                | 2                 | 1                 | 14                | -                 | Come Clean      |
| 2003 | "Away From Me"                   | 72                | 5                 | 1                 | 55                | -                 | Life on Display |
| 2004 | "Heel Over Head"                 | 116               | 10                | 6                 | -                 | -                 | Life on Display |
| 2004 | "Spin You Around"                | -                 | 38                | 16                | -                 | -                 | Life on Display |
| 2007 | "Famous"                         | 118               | 20                | 2                 | -                 | -                 | Famous          |
| 2007 | "Psycho"                         | 69                | 1                 | 1                 | -                 | -                 | Famous          |
| 2008 | "We Don't Have to Look Back Now" | -                 | -                 | -                 | -                 | -                 | Famous          |